# Wurzel-Jesse-Fenster (Le Faouët)

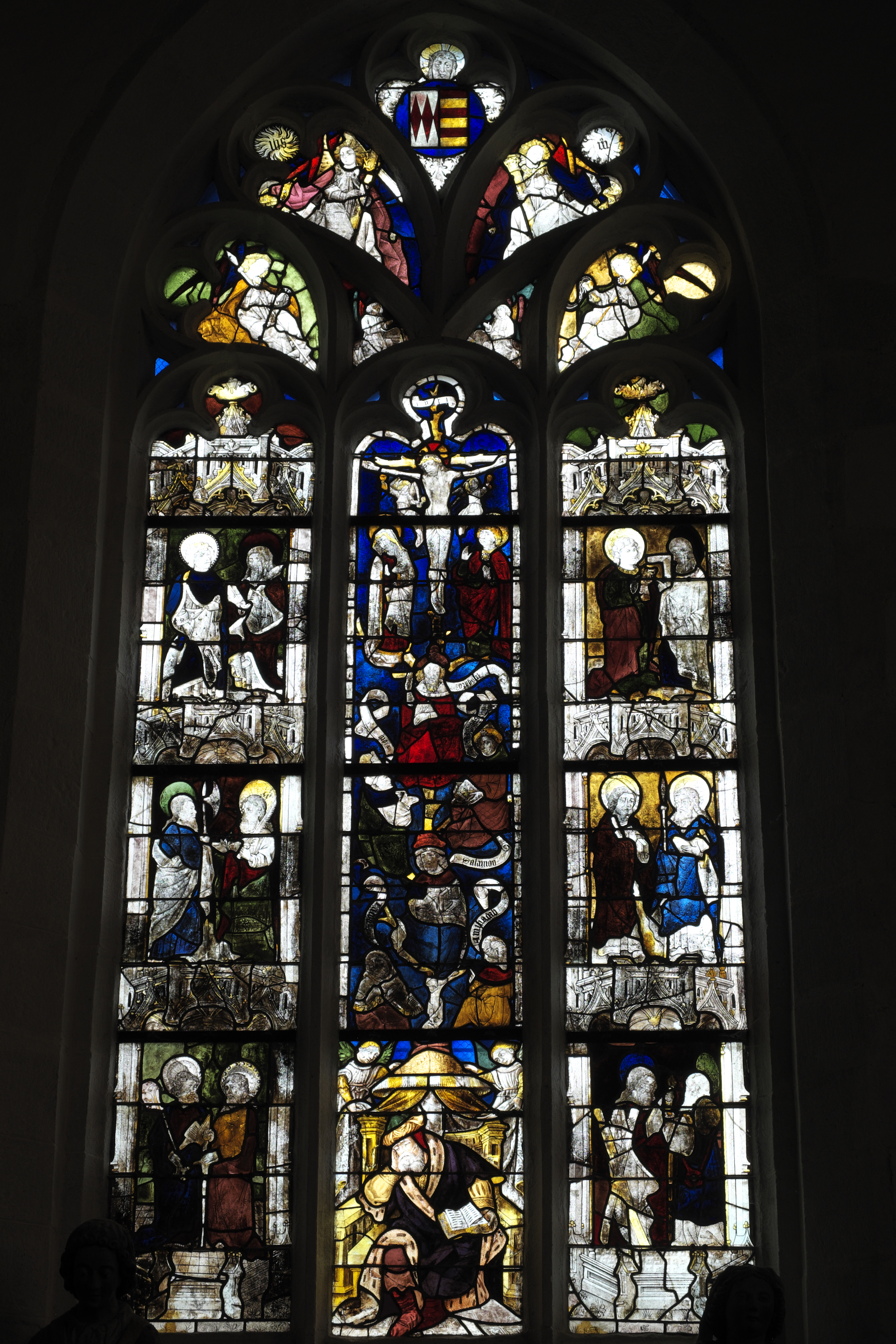
Wurzel-Jesse-Fenster in Le Faouët

Das Wurzel-Jesse-Fenster in der katholischen Kapelle St-Fiacre in Le Faouët, einer französischen Gemeinde im Département Morbihan in der Region Bretagne, wurde im letzten Viertel des 16. Jahrhunderts geschaffen. Das Bleiglasfenster wurde 1862 als Monument historique in die Liste der geschützten Objekte (Base Palissy) in Frankreich aufgenommen.
Das 4,45 Meter hohe und 1,96 Meter breite Fenster im Chor wurde von einer unbekannten Werkstatt geschaffen. Es zeigt die Wurzel Jesse, ein weit verbreitetes Bildmotiv der christlichen Kunst des Mittelalters und der frühen Neuzeit. Es wird der Stammbaum Christi in Gestalt eines Baumes dargestellt, der aus der Figur Jesses herauswächst. Den Abschluss bildet eine Kreuzigungsgruppe. Rechts und links außen sind die Zwölf Apostel dargestellt.
Neben dem Wurzel-Jesse-Fenster sind noch vier weitere Fenster aus der Zeit der Renaissance in der Kirche erhalten (siehe Navigationsleiste).

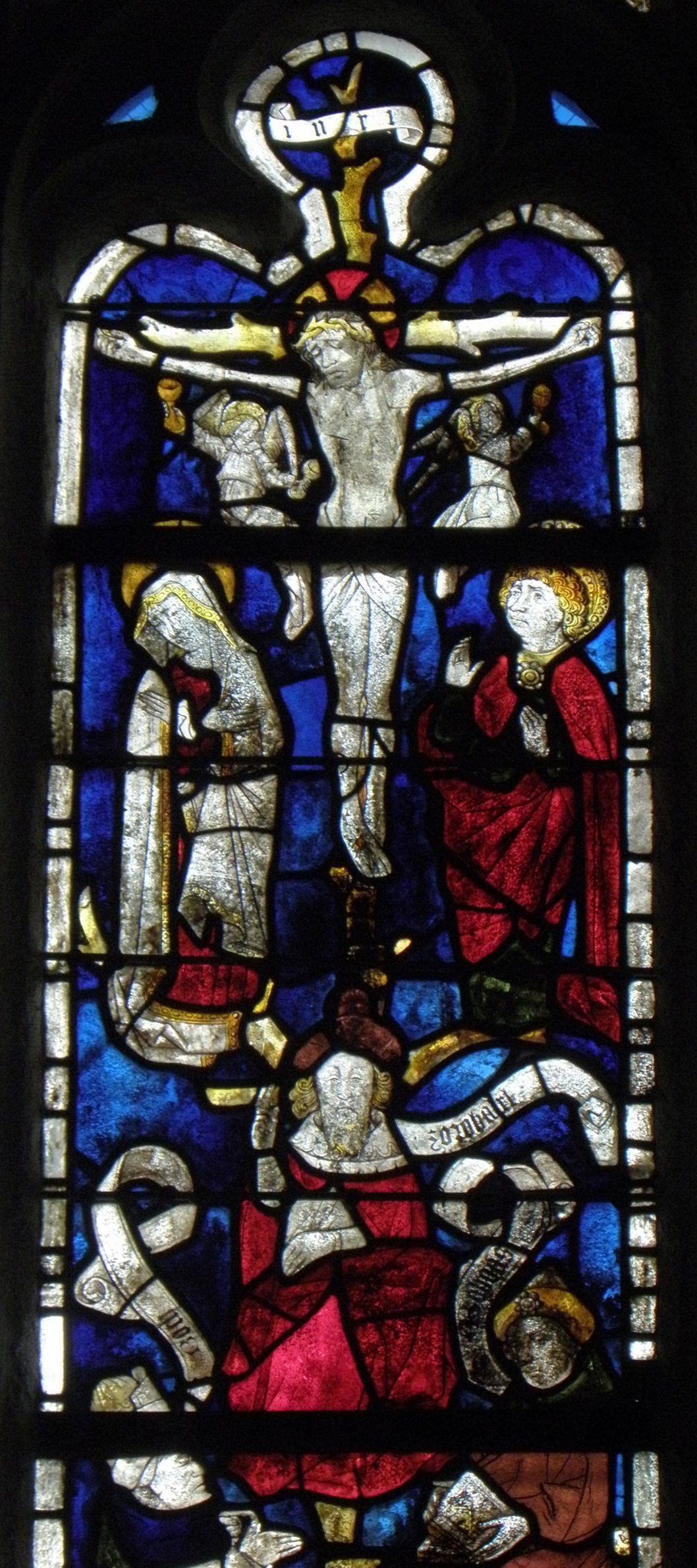
Kreuzigungsgruppe
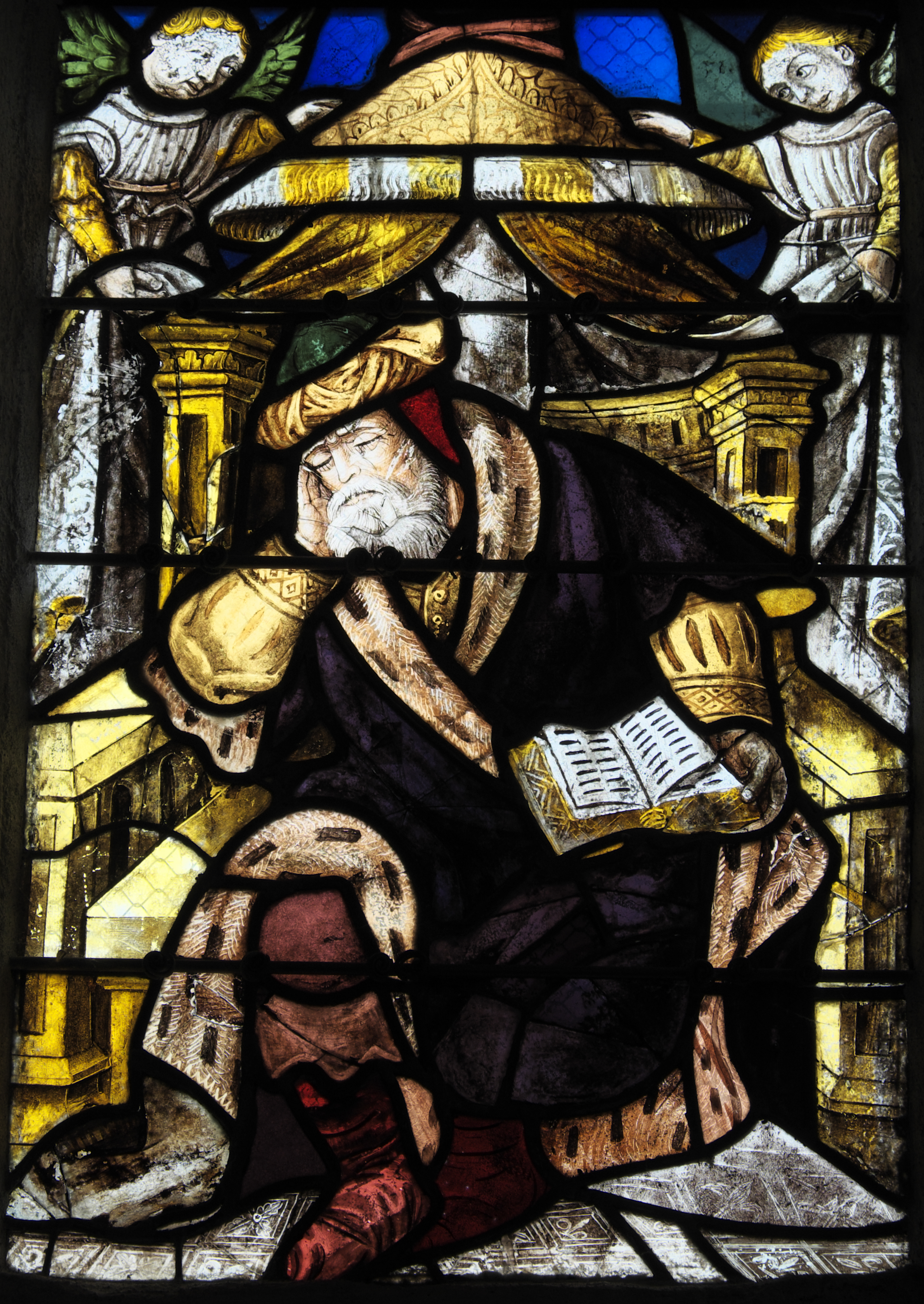
Jesse
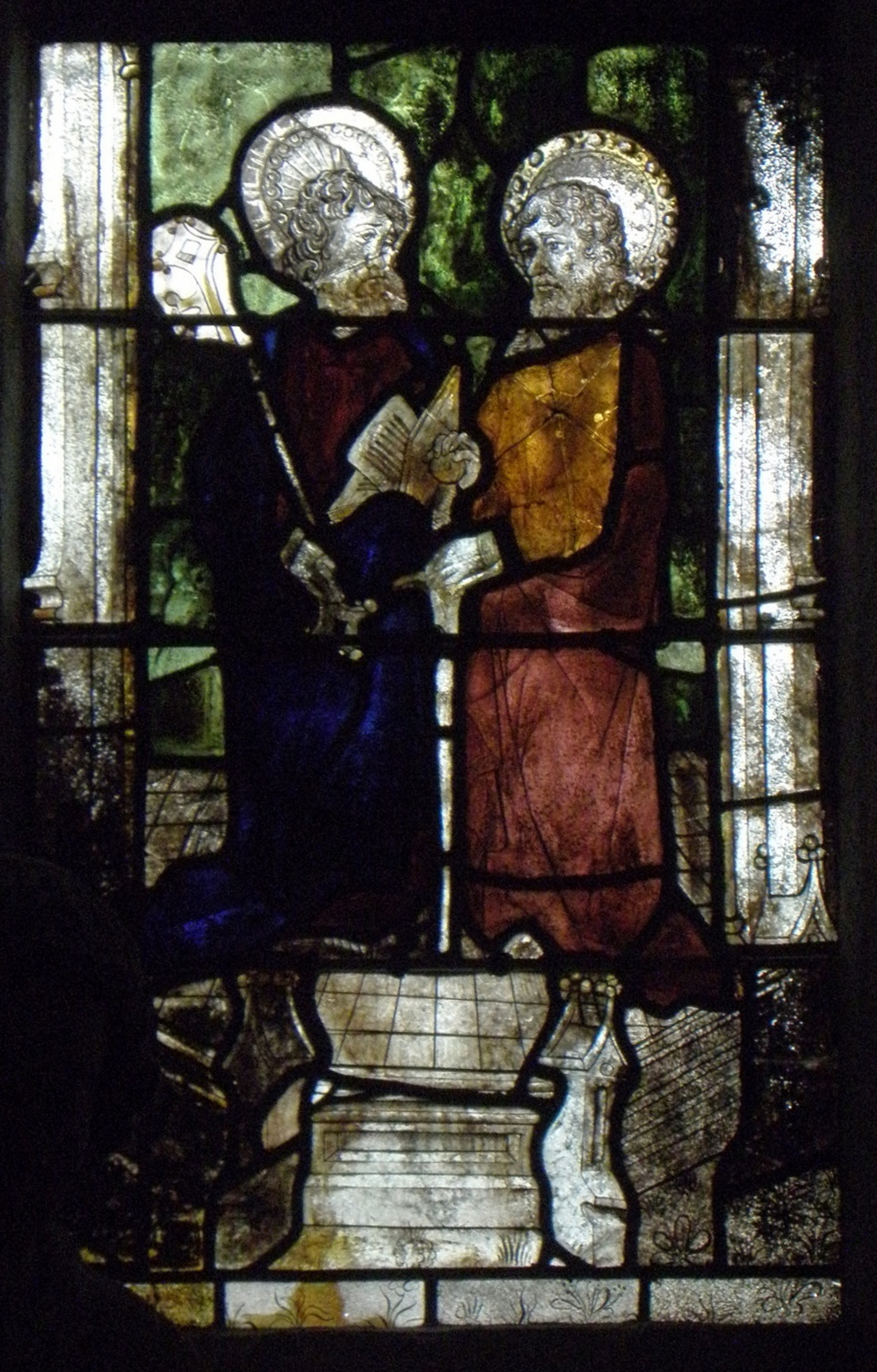
Apostel Petrus mit Schlüssel (links) und Paulus mit Schwert

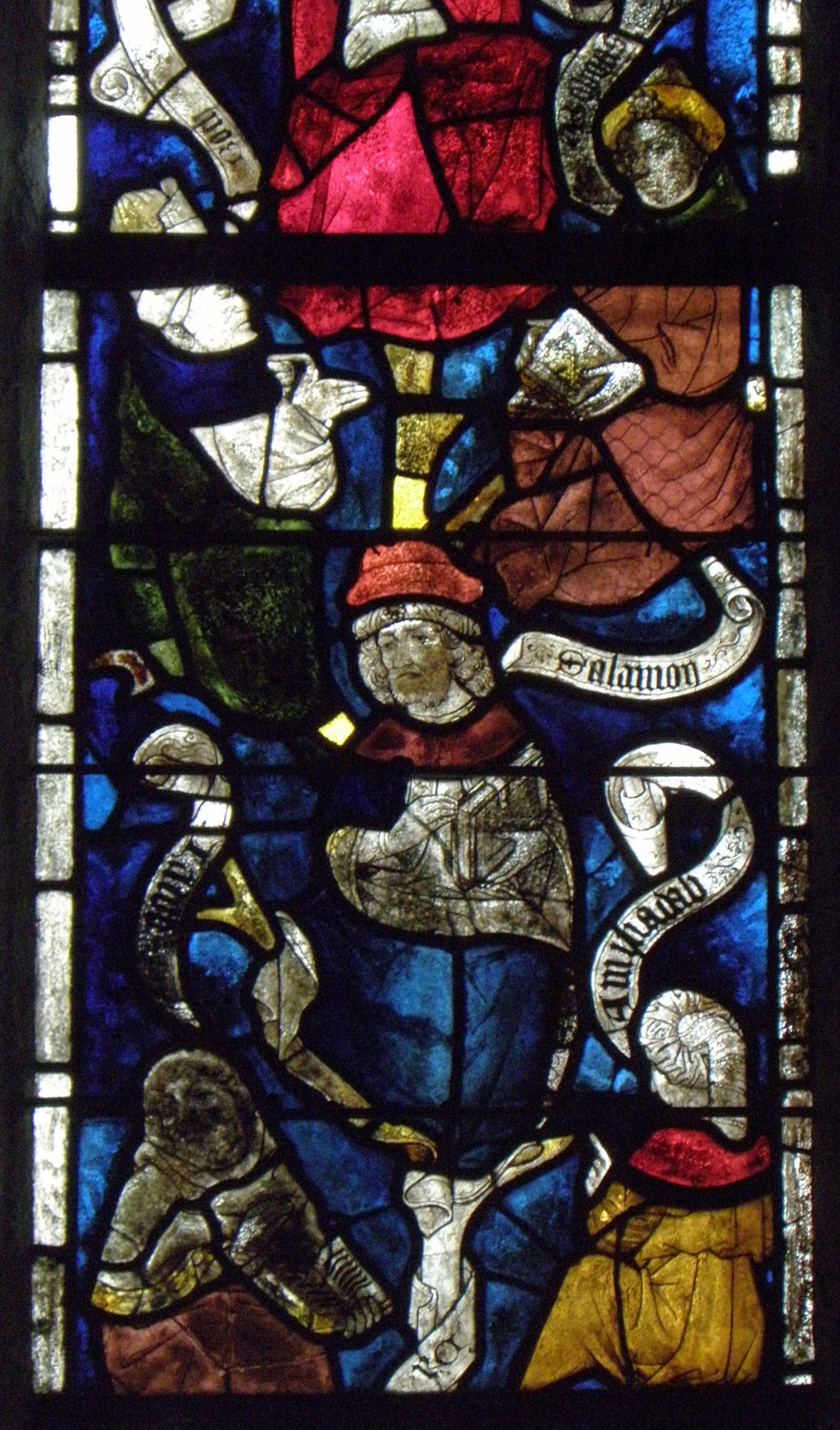
Salomon
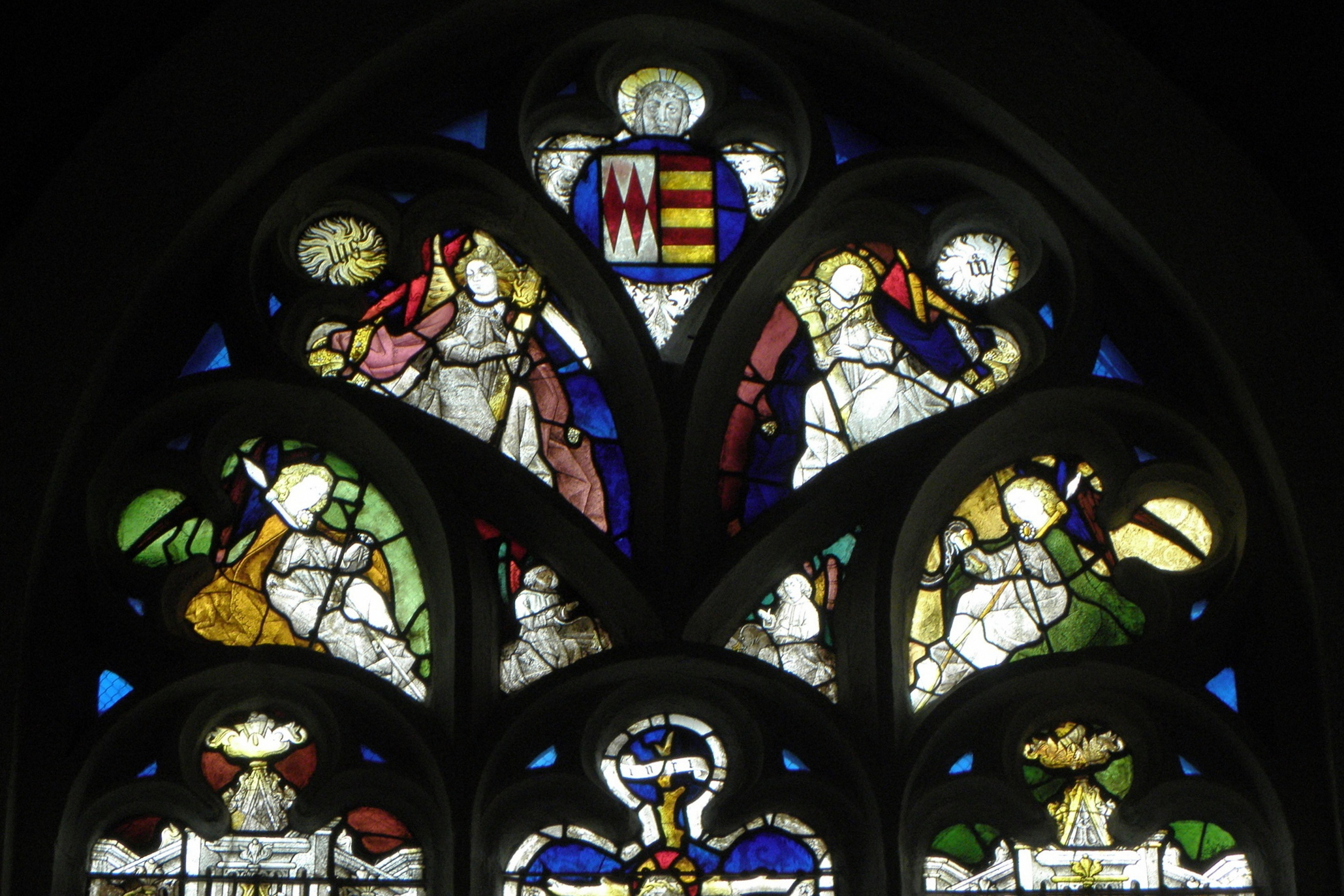
Im Maßwerk Wappen und Engel mit den Leidenswerkzeugen